# Selección de fútbol sub-23 de los Estados Unidos
La selección de fútbol sub-23 de los Estados Unidos (en inglés: United States men's national under-23 soccer team), conocida también como Selección olímpica de fútbol de los Estados Unidos, es el equipo que representa al país en el torneo de Fútbol en los Juegos Olímpicos y en el Preolímpico de Concacaf. Está controlada por la Federación de Fútbol de los Estados Unidos (en inglés: United States Soccer Federation).

## Historia
La selección fue creada en 1988, pero fue hasta 1992 que disputaron su primer partido oficial, el cual fue ante Italia y lo perdieron 1-2 en Barcelona, España. Fueron una de las primeras selecciones en participar en los Juegos Olímpicos desde que en Barcelona 1992 se regulara la participación a equipos con un límite de edad menor a 23 años, aunque los equipos clasificados a las olimpiadas pueden llevar un máximo de tres jugadores que superen el límite de edad.
Han participado en 4 Juegos Olímpicos, y su mejor participación ha sido en Sídney 2000, en la cual perdieron el partido por la medalla de bronce ante Chile.

## Estadísticas

### Preolímpico de la Concacaf
Esta tabla contabiliza solamente los torneos desde que se juega con selecciones Sub-23.
| Edición             | Resultado         | PJ                | PG                | PE                | PP                | GF                | GC                |
| ------------------- | ----------------- | ----------------- | ----------------- | ----------------- | ----------------- | ----------------- | ----------------- |
| 1992                | Campeón           | 10                | 8                 | 1                 | 1                 | 35                | 12                |
| Canadá 1996         | Sin participación | Sin participación | Sin participación | Sin participación | Sin participación | Sin participación | Sin participación |
| Estados Unidos 2000 | Subcampeón        | 4                 | 2                 | 1                 | 1                 | 8                 | 2                 |
| México 2004         | Cuarto lugar      | 5                 | 3                 | 1                 | 1                 | 11                | 11                |
| Estados Unidos 2008 | Subcampeón        | 5                 | 3                 | 1                 | 1                 | 5                 | 2                 |
| Estados Unidos 2012 | Fase de grupos    | 3                 | 1                 | 1                 | 1                 | 9                 | 5                 |
| Estados Unidos 2015 | Tercer lugar      | 5                 | 4                 | 0                 | 1                 | 15                | 4                 |
| México 2021         | Tercer lugar      | 4                 | 2                 | 0                 | 2                 | 6                 | 3                 |
| Total               | 7/8               | 36                | 23                | 5                 | 8                 | 89                | 39                |

### Juegos Olímpicos
Esta tabla contabiliza solamente los torneos desde que se juega con selecciones Sub-23.
| Edición             | Resultado        | Posición     | PJ           | PG           | PE           | PP           | GF           | GC           |
| ------------------- | ---------------- | ------------ | ------------ | ------------ | ------------ | ------------ | ------------ | ------------ |
| Barcelona 1992      | Fase de grupos   | 13º          | 3            | 1            | 1            | 1            | 6            | 5            |
| Atlanta 1996        | Fase de grupos   | 14º          | 3            | 1            | 1            | 1            | 4            | 4            |
| Sídney 2000         | 4º Lugar         | 4º           | 6            | 1            | 3            | 2            | 9            | 11           |
| Atenas 2004         | No clasificó     | No clasificó | No clasificó | No clasificó | No clasificó | No clasificó | No clasificó | No clasificó |
| Pekín 2008          | Fase de grupos   | 9º           | 3            | 1            | 1            | 1            | 4            | 4            |
| Londres 2012        | No clasificó     | No clasificó | No clasificó | No clasificó | No clasificó | No clasificó | No clasificó | No clasificó |
| Río de Janeiro 2016 | No clasificó     | No clasificó | No clasificó | No clasificó | No clasificó | No clasificó | No clasificó | No clasificó |
| Tokio 2021          | No clasificó     | No clasificó | No clasificó | No clasificó | No clasificó | No clasificó | No clasificó | No clasificó |
| París 2024          | Cuartos de final | 8º           | 4            | 2            | 0            | 2            | 7            | 8            |
| Los Ángeles 2028    | Clasificado      | Clasificado  | Clasificado  | Clasificado  | Clasificado  | Clasificado  | Clasificado  | Clasificado  |
| Total               | 6/10             |              | 19           | 6            | 6            | 7            | 30           | 32           |

## Entrenadores
- Lothar Osiander (1988–1992).
- Timo Liekoski (1994-1995).
- Bruce Arena (1995–1996).
- Clive Charles (1996–2003).
- Glenn Myernick (2003–2004).
- Bob Bradley (2006–2007).
- Piotr Nowak (2007–2009).
- Caleb Porter (2011-2012).
- Tab Ramos (2014).
- Andreas Herzog (2015-2016).
- Jason Kreis (2019-2021).

## Palmarés
- Preolímpico de Concacaf (1): 1992.
- Cuarto lugar en el torneo de fútbol de los Juegos Olímpicos (1): 2000.

## Uniforme
Nota: No se incluyen los uniformes utilizados antes de 1992 ya que la FIFA estableciera a la categoría sub-23 como la designada a disputar dicho torneo a partir de los JJ.OO. de Barcelona '92.

### Local
| 1992 | 1996 | 2000 | 2008 | 2024 |

### Visitante
| 1992 | 1996 | 2000 | 2008 | 2024 |